# پدرین
پدرین (به انگلیسی: Pederin) با فرمول شیمیایی C۲۵H۴۵NO۹ یک ترکیب شیمیایی با شناسه پاب‌کم ۵۳۸۱۲۸۷ است. که جرم مولی آن ۵۰۳٫۶۲۶۱ g/mol می‌باشد. 